# گئورگ گریگوریان
گئورگ واهانی گریگوریان (ارمنی: Գևորգ Վահանի Գրիգորյան؛  زادهٔ ۲۱ ژانویهٔ ۱۹۵۱) جراح اهل ارمنستان است.

## زندگی‌نامه
وی در ۲۱ ژانویهٔ ۱۹۵۱ در ایروان به دنیا آمد و از انستیتو پزشکی تومسک (۱۹۷۹) فارغ‌التحصیل گشت. همچنین برندهٔ جوایزی همچون مدال مخیتار هراتسی () و مدال یادبود قدرانی مادرانه از فرزندان دلیر آرتساخ شده است.

## یادداشت
1. ↑  Տոմսկի բժշկական ինստիտուտ